# Ширяев, Вячеслав Владимирович
Вячеслав Владимирович Ширяев (7 ноября 1973, Камышин, Волгоградская область) — советский и российский футболист, нападающий и полузащитник.

## Биография
Воспитанник камышинской СДЮСШОР-2. На взрослом уровне дебютировал в последнем сезоне чемпионата СССР в составе камышинского «Авангарда», выступавшего во второй низшей лиге. После распада СССР играл за этот клуб во второй, первой и третьей лигах России. В 1992 году стал серебряным призёром зонального турнира второй лиги.
В 1995 году перешёл в ведущую команду родного города — «Текстильщик». Дебютировал в высшей лиге 1 апреля 1995 года в игре против «Спартака-Алании», заменив на 81-й минуте Олега Сизова. Всего за сезон сыграл в составе «Текстильщика» четыре матча в высшей лиге и одну игру в Кубке России, во всех матчах выходил на замену во втором тайме.
В 1996 году вернулся в «Авангард», который к тому времени играл в соревнованиях коллективов физкультуры. В дальнейшем выступал на профессиональном уровне за клубы третьего и второго дивизионов — «Спартак-Братский», «Торпедо-Виктория», «Хопёр». Несколько раз возвращался в «Текстильщик», который к этому времени также опустился на уровень любительских соревнований.
В августе 2009 года пропал без вести и в июле 2011 года постановлением суда был признан «безвестно отсутствующим». Ранее привлекался к ответственности за неуплату алиментов.